# Katharine Mary Briggs
Pour les articles homonymes, voir Briggs.
Katharine Mary Briggs (8 novembre 1898 – 15 octobre 1980) est une femme de lettres britannique, auteure de nombreux ouvrages sur la féerie et le folklore de son pays.

## Biographie
Elle est née à Hampstead, Londres, aînée des trois filles survivantes de Ernest Edward Briggs, qui vint du Yorkshire (sa famille avait eu un grand succès dans les mines de charbon à Halifax et à Wakefield) et de Mary Cooper. Ses deux autres sœurs se nommaient Winifred et Elspeth. Ernest était un artiste-peintre à l'aquarelle qui témoigna d'un intérêt spécifique pour les paysages écossais. La famille déménagea dans le Perthshire en 1911, où Ernest fit construire une maison et y mourut deux ans plus tard, en 1913. Katharine commença à fréquenter Lady Margaret Hall, à Oxford, à partir de 1918, elle obtint un baccalauréat en arts dès 1922, et sa maîtrise en 1926.
Elle revint dans la maison et n'eut pas besoin de chercher du travail grâce à l'héritage de la mine de charbon familiale située à Normantown,. Elle commença à écrire et exécuter des pièces de théâtre tout en étudiant le folklore et l'histoire du XVIIe siècle anglais. Elle obtint son doctorat avec une thèse sur le folklore dans la littérature du XVIIe siècle. Après son premier livre sur les fées, Briggs continua à écrire de nombreux autres ouvrages sur le folklore, y compris le 4e volume de A Dictionary of British Folktales publiée en 1971, L'Encyclopédie des fées en 1976, et divers autres ouvrages sur les fées et le folklore; un certain nombre étaient des livres pour enfants. Elle obtint le doctorat en littérature en 1969. Elle vécut la dernière partie de sa vie à Barn House à Burford, avec ses sœurs et ses nombreux chats, alors qu'elle travaillait pour la Société du folklore, qui a créé un prix en son honneur. Briggs est morte en 1980.

## Œuvres
- The Personnel of Fairyland: A Short Account of the Fairy People of Great Britain for Those Who Tell Stories to Children, illustré par Jane Moore (1953)
- Hobberdy Dick (1955) – roman pour enfant
- The Anatomy of Puck: An Examination of Fairy Beliefs among Shakespeare's Contemporaries and Successors (1959)
- Pale Hecate's Team: An Examination of the Beliefs on Witchcraft and Magic among Shakespeare's Contemporaries and His Immediate Successors (1962)
- Kate Crackernuts, illus. Jane Kingshill (1963) – roman pour enfant
- Folktales of England, eds. Briggs and Ruth L. Tongue (1965)
- The Fairies in Tradition and Literature (1967); titre américain : The Fairies in English Tradition and Literature
- Dictionary of British Folk-Tales in the English Language (4 volumes, 1970–71)
- The Folklore of the Cotswolds, illus. Gay John Galsworthy (1974)
- A Dictionary of Fairies: Hobgoblins, Brownies, Bogies, and Other Supernatural Creatures (1976); titre américain : An Encyclopedia of Fairies: [etc.]
- A Sampler of British Folk-Tales, (1977)
- The Vanishing People: A Study of Traditional Fairy Beliefs, illus. Mary I. French (1978); titre américain : Fairy Lore and Legends
- Abbey Lubbers, Banshees & Boggarts: A Who's Who of Fairies, illus. Yvonne Gilbert (1979); titre américain : An Illustrated Encyclopedia of Fairies
- Nine Lives: Cats in Folklore, illus. John Ward (1980); titre américain : The Folklore of Cats